# Béal de Jean Natte
Le béal de Jean Natte, ou canal Jean-Natte, ou encore béal d'Hyères, est un canal du Var, long d'environ 9 km, qui traverse La Crau puis Hyères. Il part du Gapeau, au niveau du Domaine de la Castille à La Crau et termine son cours, au terme de sa traversée de Hyères, dans la mer Méditerranée au lieu-dit le « port de l'Ayguade », arrosant au passage le parc Olbius-Riquier.

## Histoire
Lors du XVe siècle des sécheresses ont lieu dans toute la Provence et l'irrigation et les réserves d'eaux sont insuffisantes à Hyères.
Vers 1450, en Provence, sous le règne du Roi René en Provence, Louis-Rodulph de Limans, habitant d'Hyères, imagine de détourner partiellement les eaux du Gapeau, d'un lieu situé aux confins de La Crau et de La Farlède, et ce, jusqu'à la ville, au pied des remparts. Ce projet permettrait d'alimenter les moulins et de satisfaire les différents besoins en eau de la population. Il fait appel à un jeune ingénieur, Jean Natte, afin de détourner partiellement les eaux du Gapeau. Après que le projet a été refusé par le conseil de la ville, qui le trouve fantaisiste, Louis-Rodulph de Limans parvient à convaincre le roi René d'Anjou en 1458. Le viguier d'Hyères réunit à la fin de l'année un conseil général de la communauté et la construction du canal est acceptée mais sera payée au fur et à mesure de l'avancée des travaux.
En 1459, on construit l'écluse située à l'origine du canal. Elle constitue le point de départ du béal. Dans un premier temps, celui-ci est creusé directement dans la terre « comme un ruisseau », son tracé suit les courbes de niveau du terrain, mais en 1461 une épidémie de peste décime la population ce qui ralentit la construction du canal. L'eau arrive enfin à Hyères vers 1480.
En 1461 une épidémie de peste décime une partie importante de la population et la main d'œuvre manque.
Plus tard, des travaux de consolidation ont lieu en 1631 et la construction du canal est définitivement achevée en 1632.
Le canal sera mis en eau par segments au fur et à mesure de l'avancement des travaux, qui finiront par durer presque 20 ans (au lieu de 2 initialement prévus).
Lorsque l'eau arrive enfin à Hyères vers 1480, Jean Natte meurt et c'est son fils Pierre qui prend le relais. Il aura donc fallu 20 ans pour que l'eau arrive à Hyères ; et les moulins ne sont toujours pas construits. Dans la ville les habitants s'impatientent. Viennent ensuite les difficultés financières et la nécessité pour Pierre Natte de partager la propriété des moulins avec Limans.
L'eau du béal finira par faire tourner les moulins (vers 1490), arroser les plantations riveraines et satisfaire aux besoins domestiques des Hyèrois…
Aujourd'hui encore, le béal permet l'arrosage des cultures et des jardins alentour. Il est géré par l'Association intercommunale libre des arrosants du canal Jean Natte.

### Aspects juridiques
Le canal Jean Natte reste remarquable pour la lutte judiciaire entre la communauté d'Hyères et Palamède de Forbin célèbre grand-sénéchal, gouverneur, lieutenant-général de Provence et accessoirement seigneur de Solliès. Ce conflit pour l'appartenance de l'eau jeta les bases juridiques des ouvrages hydrauliques en Provence.
Juridiquement acculé, afin de conserver son honneur, Palamède de Forbin consentit une transaction en 1477, accordant les droits d'eau du Gapeau à la communauté de Hyères, aux particuliers et habitants de cette ville ratifiant ainsi une convention passée en 1458 par son prédécesseur le seigneur de Beauval.
Il faut préciser que ce texte fait encore aujourd'hui référence, dans l'attribution des droits d'eau dans cette région et que ladite convention du 27 décembre 1458, rédigée en latin par Maître Jean Giraud, notaire à Hyères, sera traduite en français le 10 mai 1859 par Jean-Marie Crozols.

### Aujourd'hui
Depuis 2014, le canal Jean-Natte sert à la réalimentation de la nappe phréatique au travers du projet Acquarenova. Mais il est surtout et toujours utilisé pour irriguer les plaines de La Crau et de Hyères jusqu'à la mer. 
Les études sur Acquarenova ont mis en évidence que le canal Jean Natte  alimente à plus de 95% le Roubaud, qui n'est lui-même qu'une extension historique de ce canal.